# Fukomys foxi
Fukomys foxi és una espècie de mamífer rosegador de la família de les rates talp. Viu al Camerun i Nigèria. Es tracta d'un animal social de vida subterrània que viu en colònies de diversos exemplars. Els seus hàbitats naturals són els herbassars, els boscos riberencs i les zones rocoses. Es desconeix si hi ha cap amenaça significativa per a la supervivència d'aquesta espècie. Originalment fou descrita com a espècie del gènere Cryptomys.
Aquest tàxon fou anomenat en honor del reverend George T. Fox, missioner al nord de Nigèria a principis del segle XX.